# ザイスト
ザイスト、ゼイスト（蘭: Zeist [ˈzɛist] ( 音声ファイル)）は、オランダ中央部ユトレヒト州の基礎自治体（ヘメーンテ）。
ユトレヒトの東に位置している。

## 歴史
ザイストが "Seist" の名前で、初めて憲章中に記述されたのは838年であった。最初の居住区は現在の”Dorpsstraat”にあった。12世紀、教会が建てられた。その時建てられた塔は、現在の改築された教会の一部となっており、他の部分は19世紀に建てられたものである。中世まで、ライン川の支流が街の中心付近を流れていた。
19世紀、街はユトレヒトから来た富裕層に人気のある居住区となった。

## 出身者
- グイド・フルベッキ-在日宣教師